# MAN SE

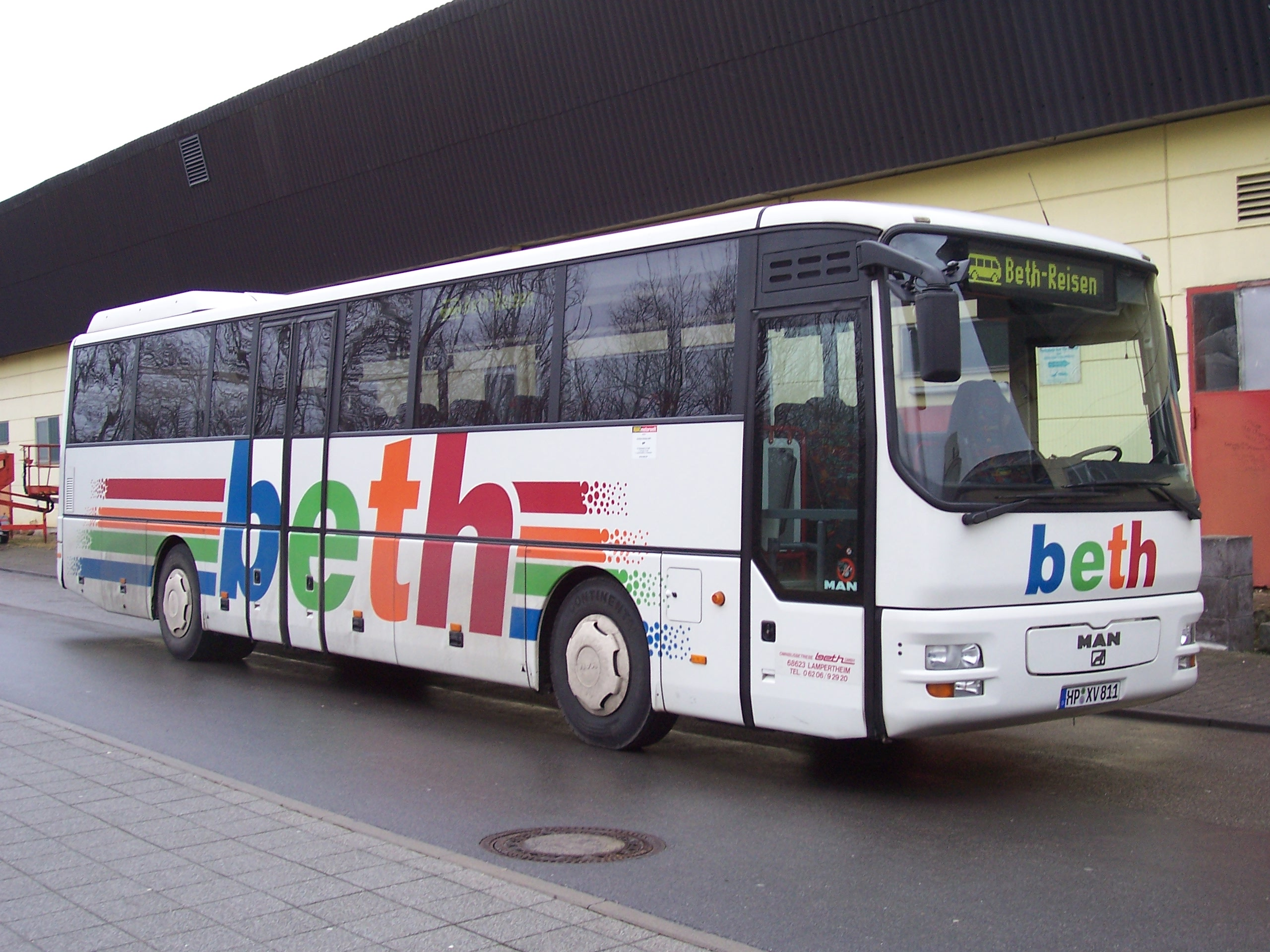
Foto de um autocarro produzido pela Maschinenfabrik Augsburg-Nürnberg em Viernheim, em Mannheim, na Alemanha

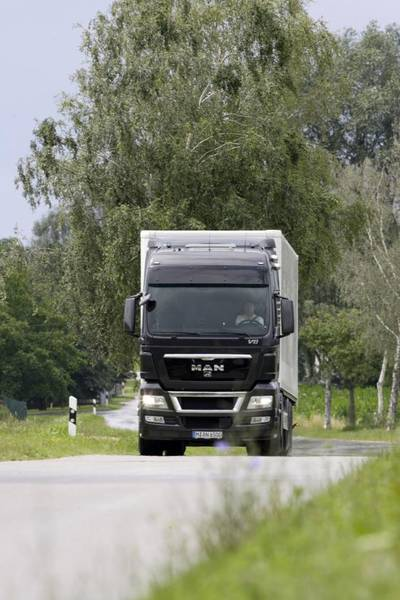
MAN TGX Truck

A MAN SE (Maschinenfabrik Augsburg-Nürnberg; Societas Europae) era uma empresa alemã que actuava no sector do transporte. O grupo MAN, com sede em Munique, era conhecido pela produção de autocarros e camiões, embora tenha outros campos de atividade tais como Motores Diesel e Turbomaquinaria. O Grupo Volkswagen detém 75,28% com a maioria das ações ordinárias no grupo. MAN emprega 55.903 funcionários em todo o mundo (incluindo 32.309 na Alemanha), com vendas anuais de 14,3 bilhões de euros (2014), dos quais 80% no exterior.
A origem da empresa remonta ao ano de 1758 com a criação de uma das primeiras fábricas de ferro na região do Ruhr. Hoje, é líder europeia na produção de equipamentos técnicos e veículos industriais.

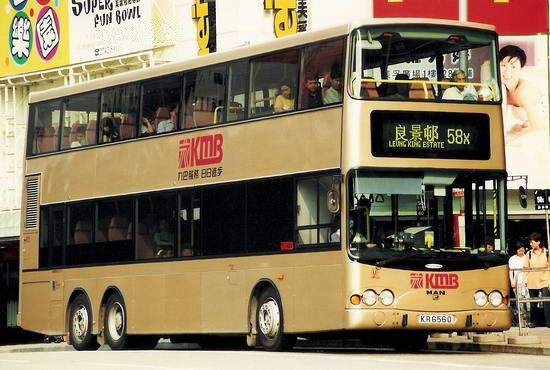
Foto de um autocarro de dois andares, em Hong Kong, na República Popular da China

A MAN está cotada no DAX e tem vindo a ganhar terreno no sector do transporte. Demonstrativo disto são numerosos prémios recebidos. Os títulos mais recentes são o de "Caminhão do Ano" (TGL) e "Autocarro do Ano" (Neoplan Starliner).
A MAN SE era de propriedade majoritária da Traton, a subsidiária de veículos comerciais pesados do Grupo Volkswagen até agosto de 2021, quando a Traton concluiu uma compressão de todos os acionistas remanescentes e formalmente fundiu a MAN SE na Traton SE, ou seja, as antigas subsidiárias da MAN SE passaram a ser de propriedade direta da Traton e a MAN SE deixou de existir.

## MAN em Portugal

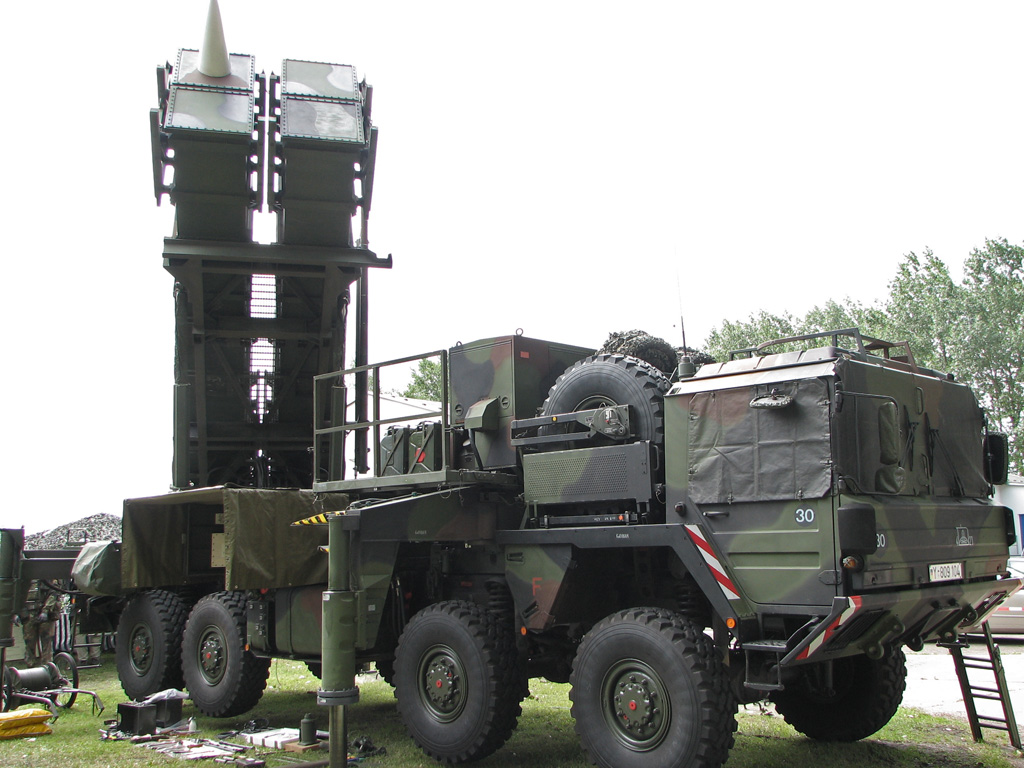
Caminhão militar produzido pela MAN

A MAN em Portugal é a filial portuguesa da Maschinenfabrik Augsburg-Nürnberg Nutzfahrzeuge AG. Desde a sua fundação, a 1 de Julho de 1998, não tem parado de se desenvolver. Depois de seis anos com sede em Avintes, a MAN Portugal mudou-se no dia 1 de Abril de 2004 para Lisboa.

## MAN no Brasil
No final de 2008, a MAN Latin America adquiriu a divisão de caminhões da Volkswagen, com fábrica em Resende e continua a utilizar a marca Volkswagen na sua linha de caminhões (Delivery, Worker e Constellation) e nos Volkswagen Volksbus. No início de 2011, iniciou a fabricação baseada nos modelos existentes na Europa. Os primeiros caminhões da MAN fabricados no Brasil saíram no começo de 2010. A MAN Latin America produz uma linha completa com mais de 40 modelos disponíveis comercializados em 30 países da América Latina, África e Oriente Médio.